# Ринка

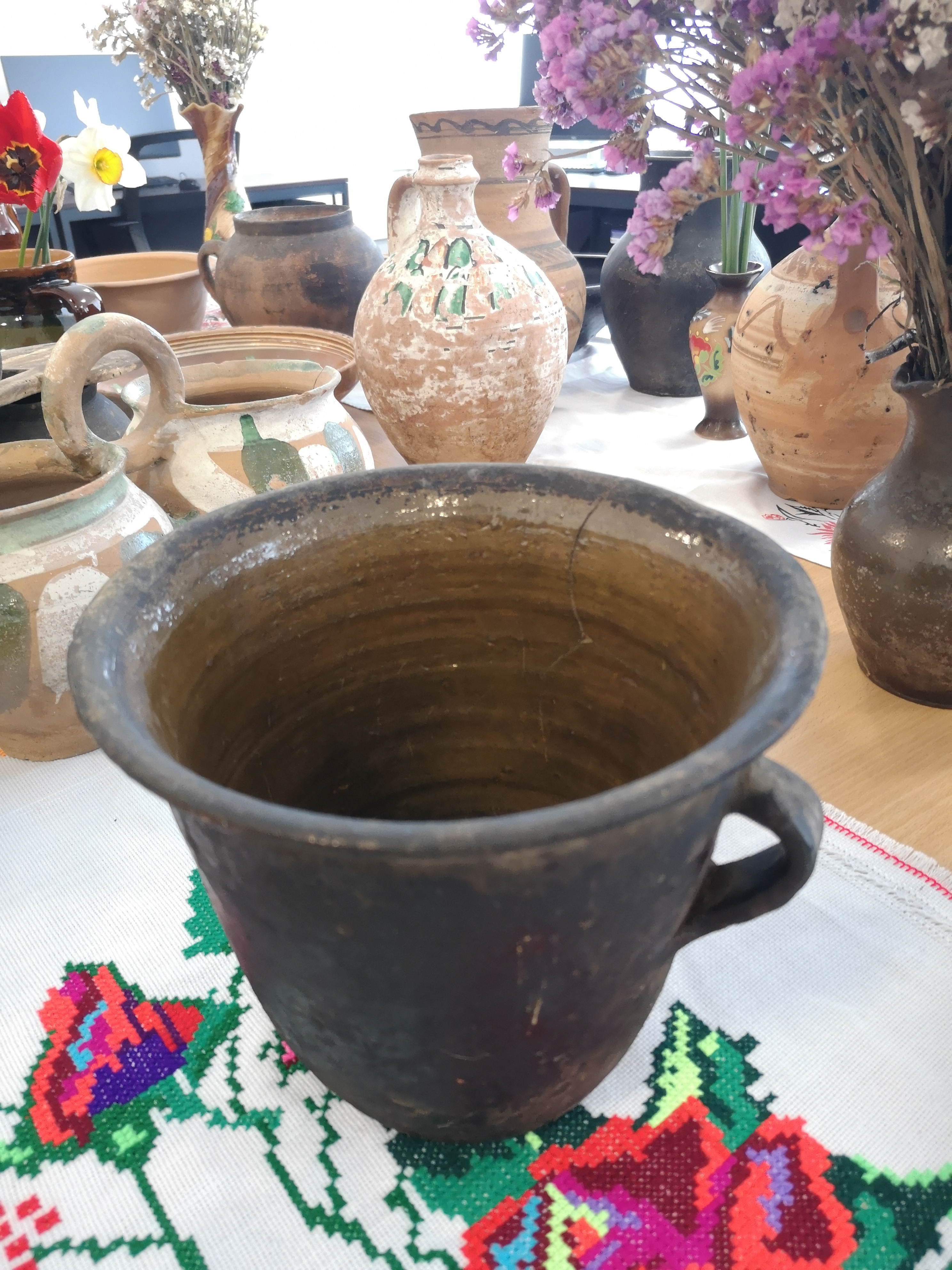
Ринка на Поділлі для випікання паски

Ри́нка (пол. rynka від давн.в-нім. rīna — «неглибока каструля) — невисока глиняна миска, яка розширюється вгору, рід глиняної каструлі. В Україні XVII та XVIII ст. — це універсальний (багатофункціональний) глиняний посуд для приготування різноманітної їжі у печі. Часто ринку виробляли з тулійкою (трубчастою ручкою). Сьогодні ринки широко представлені в краєзнавчих музеях України, зокрема, Батурина, Харкова, Полтави.